# DSA-573
La DSA-573 es una carretera perteneciente a la Red Secundaria de la Diputación Provincial de Salamanca que une la CL-517 con localidad de Barruecopardo.
También pasa por el Puerto del Resbala y por la localidad de Saldeana.

## Recorrido
La carretera DSA-573 tiene su origen en Cerralbo en la intersección con la carretera CL-517, y termina en Barruecopardo en la intersección con la carretera DSA-570 formando parte de la Red de carreteras de Salamanca.
| Cerralbo (Intersección con ) - Barruecopardo (Intersección con ) | Cerralbo (Intersección con ) - Barruecopardo (Intersección con ) | Cerralbo (Intersección con ) - Barruecopardo (Intersección con ) | Cerralbo (Intersección con ) - Barruecopardo (Intersección con ) | Cerralbo (Intersección con ) - Barruecopardo (Intersección con ) | Cerralbo (Intersección con ) - Barruecopardo (Intersección con ) | Cerralbo (Intersección con ) - Barruecopardo (Intersección con ) | Cerralbo (Intersección con ) - Barruecopardo (Intersección con ) | Cerralbo (Intersección con ) - Barruecopardo (Intersección con ) | Cerralbo (Intersección con ) - Barruecopardo (Intersección con ) | Cerralbo (Intersección con ) - Barruecopardo (Intersección con ) |
| Esquema                                                          | PK                                                               | Sentido Barruecopardo                                            | Sentido Barruecopardo                                            | Sentido Barruecopardo                                            | Sentido Barruecopardo                                            | Sentido Cerralbo                                                 | Sentido Cerralbo                                                 | Sentido Cerralbo                                                 | Sentido Cerralbo                                                 | Incidencias                                                      |
| Esquema                                                          | PK                                                               | Velocidad                                                        | Elemento                                                         | Salida                                                           | Salida                                                           | Salida                                                           | Salida                                                           | Elemento                                                         | Velocidad                                                        | Incidencias                                                      |
| Esquema                                                          | PK                                                               | Velocidad                                                        | Elemento                                                         | Dir.                                                             | Nombre                                                           | Nombre                                                           | Dir.                                                             | Elemento                                                         | Velocidad                                                        | Incidencias                                                      |
| ---------------------------------------------------------------- | ---------------------------------------------------------------- | ---------------------------------------------------------------- | ---------------------------------------------------------------- | ---------------------------------------------------------------- | ---------------------------------------------------------------- | ---------------------------------------------------------------- | ---------------------------------------------------------------- | ---------------------------------------------------------------- | ---------------------------------------------------------------- | ---------------------------------------------------------------- |
|                                                                  | 0,0                                                              |                                                                  |                                                                  | Lumbrales La Fregeneda                                           | Lumbrales La Fregeneda                                           | Lumbrales La Fregeneda                                           |                                                                  |                                                                  |                                                                  |                                                                  |
| Cerralbo Vitigudino                                              | 0,0                                                              |                                                                  |                                                                  |                                                                  |                                                                  |                                                                  |                                                                  |                                                                  |                                                                  |                                                                  |
|                                                                  | 3,2                                                              |                                                                  | 3 km                                                             | Puerto del Resbala                                               | Puerto del Resbala                                               | Puerto del Resbala                                               | Puerto del Resbala                                               | 3 km                                                             |                                                                  |                                                                  |
| 6,2                                                              |                                                                  |                                                                  | 3 km                                                             | Puerto del Resbala                                               | Puerto del Resbala                                               | Puerto del Resbala                                               | Puerto del Resbala                                               | 3 km                                                             |                                                                  |                                                                  |
|                                                                  | 4,0                                                              |                                                                  | 300 m                                                            | Tramo peligroso por placas de hielo                              | Tramo peligroso por placas de hielo                              | Tramo peligroso por placas de hielo                              | Tramo peligroso por placas de hielo                              | 300 m                                                            |                                                                  |                                                                  |
| 4,3                                                              |                                                                  |                                                                  | 300 m                                                            | Tramo peligroso por placas de hielo                              | Tramo peligroso por placas de hielo                              | Tramo peligroso por placas de hielo                              | Tramo peligroso por placas de hielo                              | 300 m                                                            |                                                                  |                                                                  |
|                                                                  | 4,3                                                              |                                                                  |                                                                  | Bermellar                                                        | Bermellar                                                        | Bermellar                                                        | Bermellar                                                        |                                                                  |                                                                  |                                                                  |
|                                                                  | 4,3                                                              |                                                                  |                                                                  | Río Huebra                                                       | Río Huebra                                                       | Río Huebra                                                       | Río Huebra                                                       |                                                                  |                                                                  |                                                                  |
|                                                                  | 7,8                                                              |                                                                  |                                                                  | SALDEANA                                                         | SALDEANA                                                         | SALDEANA                                                         | SALDEANA                                                         |                                                                  |                                                                  |                                                                  |
|                                                                  | 7,9                                                              |                                                                  |                                                                  | Barreras                                                         | Barreras                                                         | Barreras                                                         | Barreras                                                         |                                                                  |                                                                  |                                                                  |
|                                                                  | 8,4                                                              |                                                                  |                                                                  | SALDEANA                                                         | SALDEANA                                                         | SALDEANA                                                         | SALDEANA                                                         |                                                                  |                                                                  |                                                                  |
|                                                                  | 8,5                                                              |                                                                  |                                                                  | Castro de El Castillo                                            | Castro de El Castillo                                            | Castro de El Castillo                                            | Castro de El Castillo                                            |                                                                  |                                                                  |                                                                  |
|                                                                  | 8,8                                                              |                                                                  |                                                                  |                                                                  | Arroyo Grande                                                    | Arroyo Grande                                                    |                                                                  |                                                                  |                                                                  |                                                                  |
|                                                                  | 13,7                                                             |                                                                  |                                                                  | Mina de Barruecopardo                                            | Mina de Barruecopardo                                            | Mina de Barruecopardo                                            | Mina de Barruecopardo                                            |                                                                  |                                                                  |                                                                  |
|                                                                  | 14,2                                                             |                                                                  |                                                                  | BARRUECOPARDO                                                    | BARRUECOPARDO                                                    | BARRUECOPARDO                                                    | BARRUECOPARDO                                                    |                                                                  |                                                                  |                                                                  |
|                                                                  | 14,8                                                             |                                                                  |                                                                  |                                                                  | Villasbuenas                                                     | Villasbuenas                                                     | Villasbuenas                                                     |                                                                  |                                                                  |                                                                  |
|                                                                  | 14,8                                                             | La Zarza de Pumareda Aldeadávila de la Ribera El Milano          |                                                                  |                                                                  |                                                                  |                                                                  |                                                                  |                                                                  |                                                                  |                                                                  |
|                                                                  | 14,8                                                             | Saucelle Vilvestre                                               |                                                                  |                                                                  |                                                                  |                                                                  |                                                                  |                                                                  |                                                                  |                                                                  |